# Hans Holt
Hans Holt (Karl Johann Höd, Viena, 22 de noviembre de 1909 - Baden, 3 de agosto del 2001) fue un afamado actor austríaco.

## Biografía
Su padre, Karl Hödl, era vidriero.
Tras diplomarse en la Universidad de Música y Arte Dramático de Viena en 1930, debutó en el Volkstheater de Viena. Tras diez años, fue a Liberec, Berlín, Zúrich y al Burgtheater, y estuvo cuarenta años en el Theater in der Josefstadt. Junto a sus actuaciones teatrales, comenzó en 1973 en la televisión, y en los años 1980, actuó en las series Ich heirate eine Familie,  Die liebe Familie o Der Leihopa.
Debutó en el cine en 1935 dándose a conocer como amable galán. Durante la Segunda Guerra Mundial y tras el conflicto, actuó en distracciones populares como los Heimatfilms, a menudo con Paula Wessely, Attila Hörbiger, Paul Hörbiger o Hans Moser. Con Die Trapp-Familie, demostró que podía ser esposo y padre de familia.